# Tragocephala gorilla
Tragocephala gorilla es una especie de escarabajo longicornio del género Tragocephala, subfamilia Lamiinae. Fue descrita científicamente por Thomson en 1857.
Se distribuye por Gabón, Guinea, Uganda, República Centroafricana y República Democrática del Congo. Posee una longitud corporal de 14-20,5 milímetros. El período de vuelo de esta especie ocurre en los meses de abril, junio y julio.